# Медина Варда Аулия
Меди́на Ва́рда Ау́лия (индон. Medina Warda Aulia; род. 7 июля 1997, Джакарта) — индонезийская шахматистка, гроссмейстер среди женщин (2018), международный мастер среди мужчин (2021).

## Биография
Многократная участница первенств мира по шахматам среди юниоров, в которых лучший результат показала в 2012 году, когда заняла 4-е место.
Многократная участница личных чемпионатов Азии по шахматам среди женщин, в которых лучший результат показала в 2015 году, когда заняла 6-е место.
Представляла сборную Индонезии на крупнейших командных шахматных турнирах:
- в шахматных олимпиадах участвовала три раза (2010—2014);
- в командном чемпионате Азии по шахматам среди женщин участвовала два раза (2009—2012)[3];
- в женском командном турнире по шахматам игр Юго-Восточной Азии участвовала два раза (2011—2013) и в личном зачёте завоевала серебряную (2011) и 2 бронзовые (2013) медали.

В июле 2021 года Медина Варда Аулия приняла участие в Кубке мира по шахматам среди женщин в Сочи, где в 1-м туре победила немецкую шахматистку Яну Шнайдер со счётом 2:0, а во 2-м туре проиграла индийской шахматистке Харике Дронавалли со счётом 0:2.
За успехи в турнирах ФИДЕ присвоила Медине Варде Аулии звание международного мастера среди женщин (WIM) в 2012 году и международного гроссмейстера среди женщин (WGM) в 2013 году. В 2020 году она также получила звание международного мастера среди мужчин (IM).

## Изменения рейтинга
| Графики недоступны из-за технических проблем. См. информацию на Фабрикаторе и на mediawiki.org. |